# John C. Lodge
John C. Lodge (Detroit, 12 agosto 1862 – Detroit, 6 febbraio 1950) è stato un politico statunitense, sindaco di Detroit negli anni '20 e '30 del Novecento.

## Biografia
John C. Lodge nacque a Detroit dal dottor Edwin A. Lodge e Christiana Lodge (nata Hanson). Frequentò l'accademia militare del Michigan nel 1881.. Lavorò come reporter per il Detroit Free Press dal 1889 al 1896. Nel 1897 entrò nell'industria del legname.
Lodge morì il 6 febbraio 1950 ed è sepolto nell'Elmwood Cemetery di Detroit. Dopo la sua morte l'autostrada M-10 di Detroit fu chiamata, in suo onore, John C. Lodge Freeway.